# Al-Qaymaríe
Al-Qaymaríe (en árabe: القيمرية‎ al-Qaymariyya) es un barrio de Damasco. Está localizado en el centro de la Ciudad Vieja, limitando con la pared oriental de la Mezquita de los Omeyas. Tiene una población de 4034 habitantes según el censo de 2004.

## Historia
A finales del siglo XIX y principios del siglo XX, al-Qaymariyya era un barrio de clase media, residencia de varios comerciantes damascenos. En el censo de 1936 (Mandato francés), Qaymaríe tenía una población de 5817 musulmanes y 241 cristianos.